# Freesia corymbosa
Freesia corymbosa är en irisväxtart som först beskrevs av Nicolaas Laurens Nicolaus Laurent Burman och fick sitt nu gällande namn av Nicholas Edward Brown. Freesia corymbosa ingår i släktet Freesia och familjen irisväxter. Inga underarter finns listade i Catalogue of Life.

## Bildgalleri

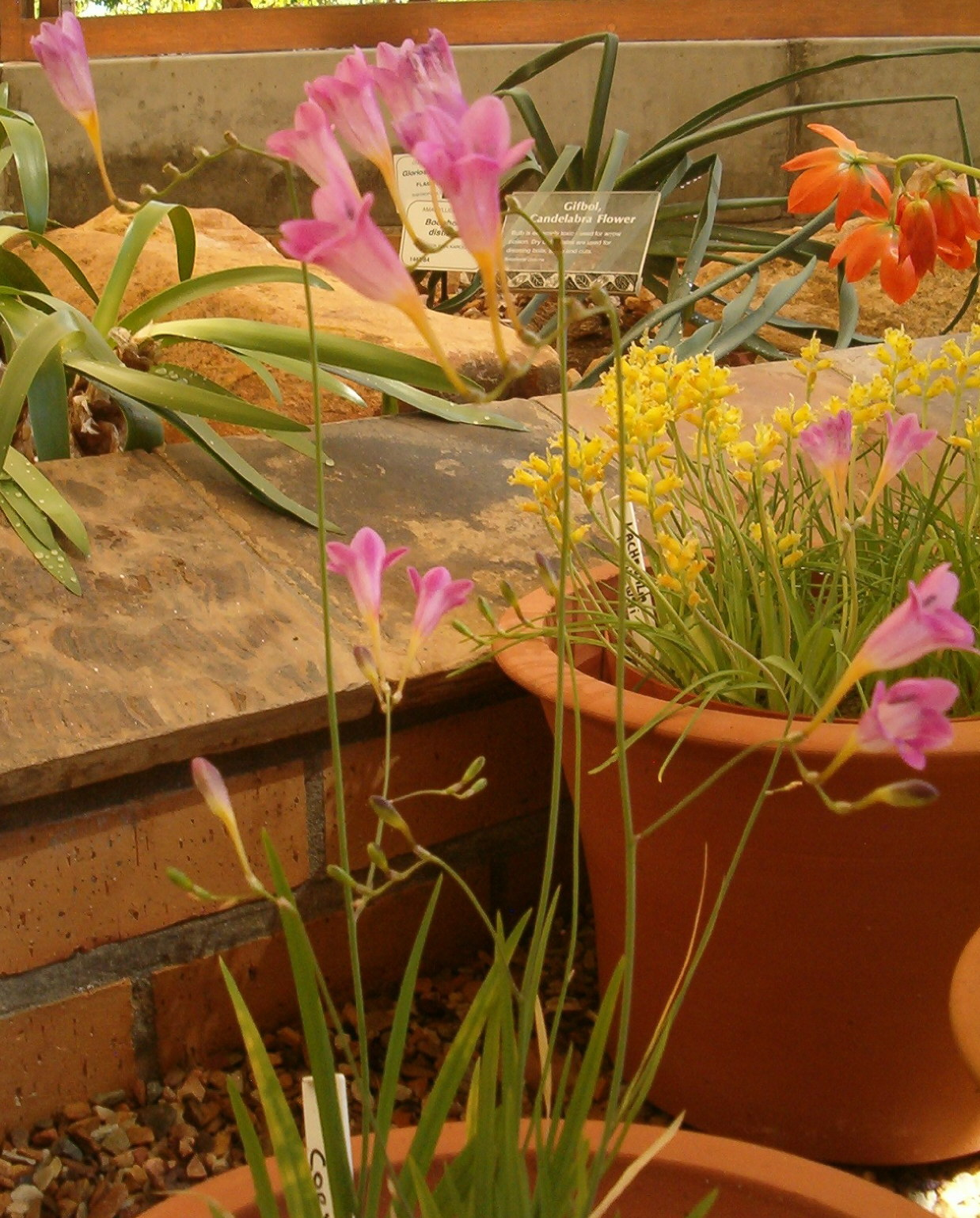
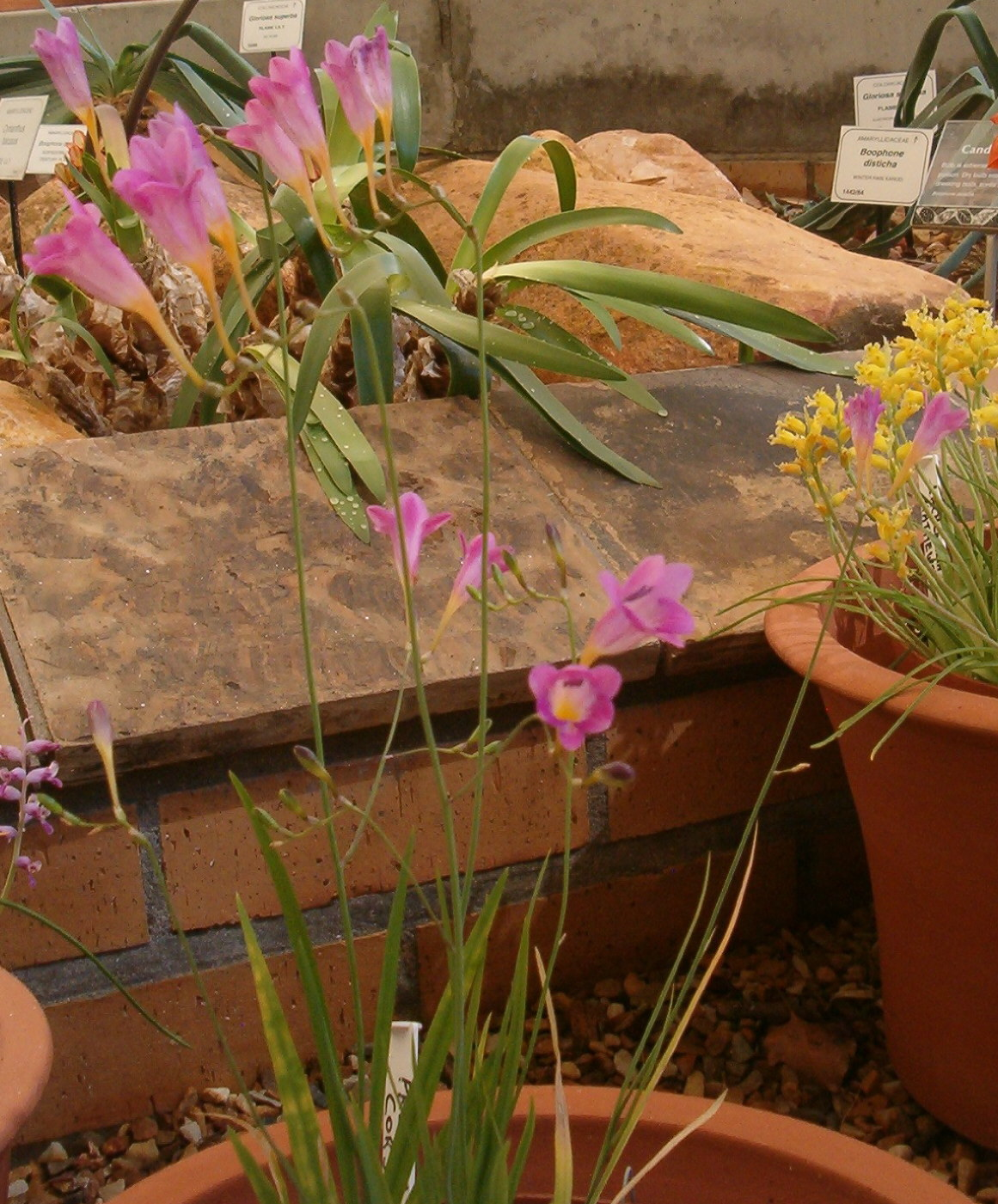